# 光教站
光教站（：／ Gwanggyo yeok */?）副站名京畿大學（경기대），是新盆唐線的終點車站，位於韓國京畿道水原市靈通區二儀洞。

## 車站結構
站體為2面2線側式月台的地面車站，候車月台設有月台幕門，並有2處出口。

### 月台配置
| ↑ 光教中央 |
| \| 下      |
| 起終點站   |

| 月台 | 路線      | 目的地         |
| ---- | --------- | -------------- |
| 上行 | ●新盆唐線 | 江南、亭子方向 |
| 下行 | ●新盆唐線 | 此站終着       |

## 歷史
- 2016年1月30日：落成啟用。

## 車站周邊
- 奉寧寺
- 京畿大學水原校區
- 水原外語高校
- 京畿道南部警察廳
- 光教車輛基地（朝鲜语：광교차량사업소）
- 光教科技谷
- 光教弘齋圖書館
- 水原光教博物館（朝鲜语：수원광교박물관）
- 水原歷史博物館
- E-mart光教店
- 嶺東高速公路東水原交流道

## 圖片

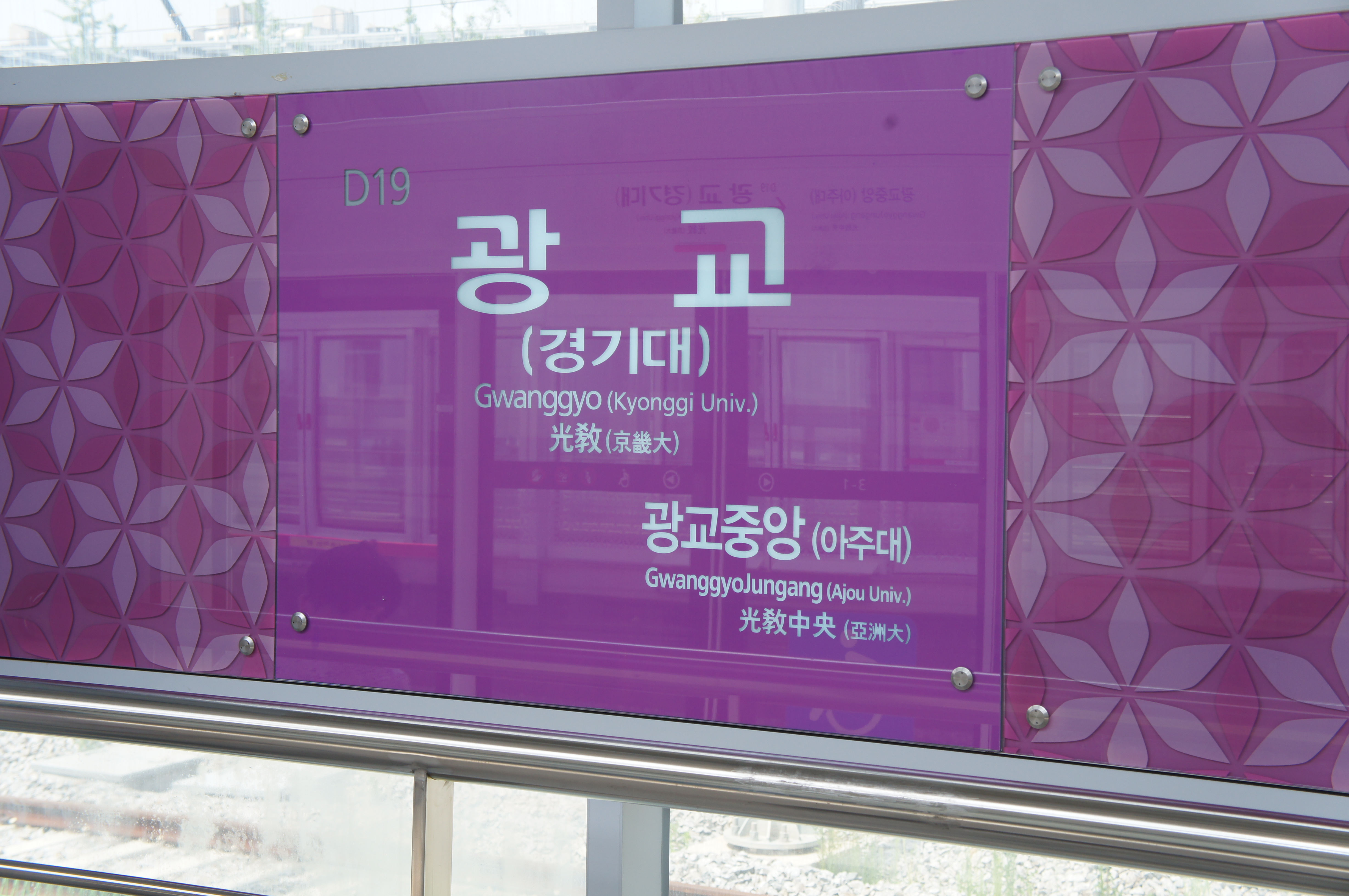
站名牌
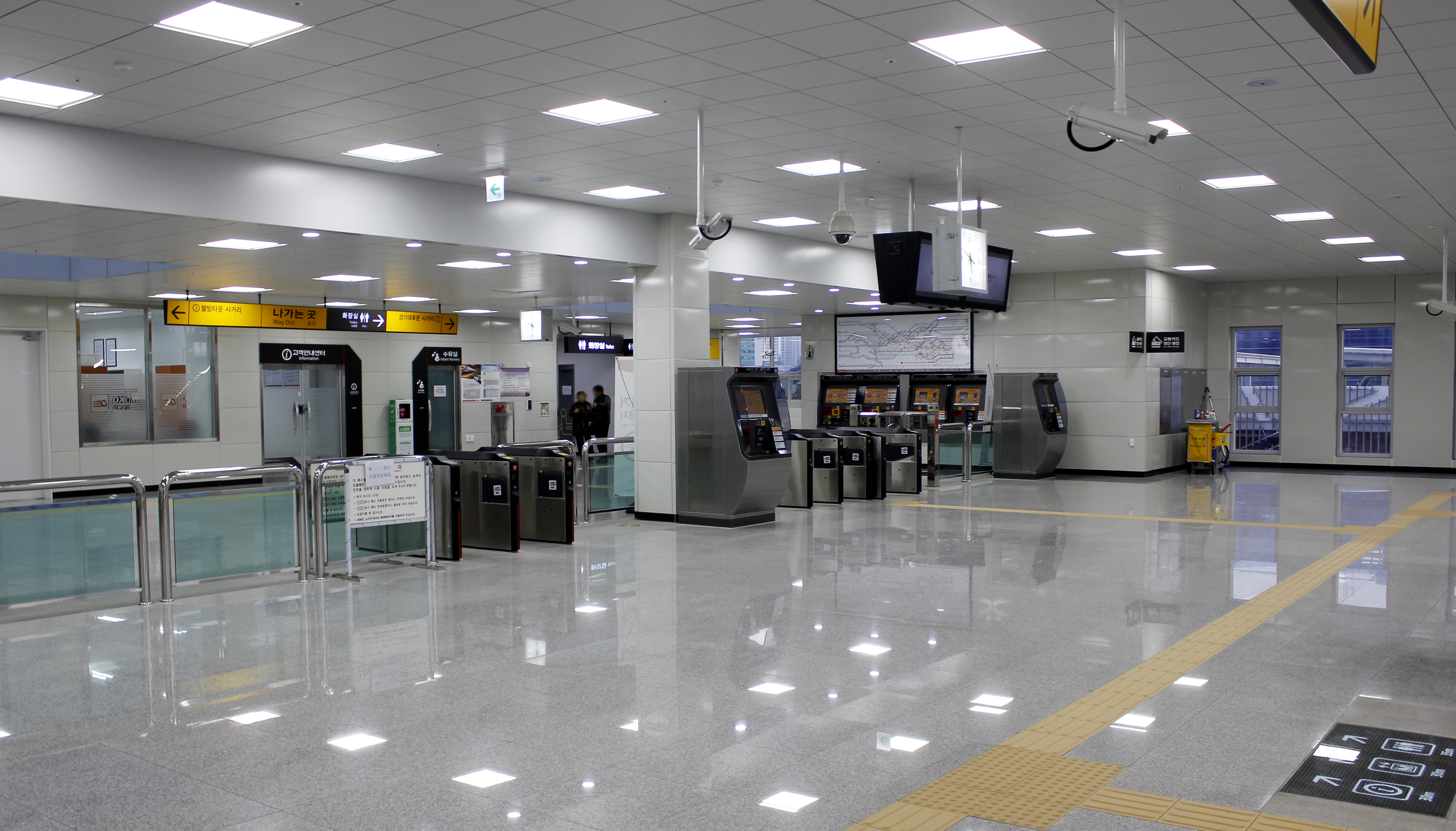
車站大廳

## 相鄰車站
Neo Trans
●新盆唐線
光教中央（D18）－光教（D19）